# Dezentrale Peripherie
Dezentrale Peripherie (DP) ist ein Begriff aus der Automatisierungstechnik und bezeichnet das Anbinden von verteilter Steuerungselektronik für eine (größere) Maschine an eine zentrale CPU über ein Bussystem. Der Ausdruck ist mit dem Aufkommen von Feldbussen wie dem Profibus populär geworden.
Früher wurde in der Automatisierungstechnik eine CPU mit den dazugehörigen Ein- und Ausgabekanälen zentral aufgebaut. Die über die Maschine verteilten Sensoren und Aktoren wurden zur zentralen Steuerung verkabelt. Der Nachteil dieser Lösung war der hohe Verkabelungsaufwand (Kosten, Störanfälligkeit).
In der dezentralen Peripherie werden Ein- und Ausgabemodule etc.  in die Nähe der zugehörigen Sensoren und Aktoren gelegt. Die Verbindung zur CPU erfolgt über ein Bussystem und spezielle Kopfbaugruppen oder Schnittstellenmodule, die eine entsprechende Busschnittstelle (Profibus, Profinet etc.) besitzen.
Anstatt vieler Einzeladern zur zentralen CPU brauchen die Sensoren und Aktoren nur bis zur dezentralen Peripherie verkabelt zu werden. Von dort aus führt lediglich eine Busleitung zur CPU. Dieser einfache und flexible Aufbau muss allerdings mit zusätzlichen Kosten für die Schnittstellenmodule erkauft werden.
Da die Schnittstellenmodule keine eigenständigen CPUs darstellen, sondern als Slaves einem Master (d. h. einer CPU) zugeordnet sind und somit nach wie vor die Rechenoperationen in der CPU stattfinden, unterscheidet sich die Programmierung eines DP-Systems nicht wesentlich von der eines zentral aufgebauten Systems.